# Elecciones generales de Sierra Leona de 1982
Las elecciones generales se llevaron a cabo el 1 de mayo de 1982. Fueron las primeras elecciones desde el establecimiento de la constitución de 1978, que convertía al país en un estado de partido único. Por lo tanto, el Congreso de Todo el Pueblo obtuvo todos los escaños, exceptuando los designados para los Jefes Supremos Tribales.

## Antecedentes
Tras la modificación de la Constitución en 1981, antes de las elecciones, las primarias se llevaron a cabo para elegir hasta tres candidatos (todos seleccionados por el APC) para estar en cada una de las 85 circunscripciones. Como resultado, las elecciones se celebraron en 66 de las 85 circunscripciones (13 de los 19 asientos libres sin oposición estaban en manos de los ministros del gabinete).
Las elecciones se vieron empañadas por la violencia en la que murieron hasta 50 personas. El APC utilizó el ejército para aplastar a los opositores del Partido Popular de Sierra Leona, en lo que se conoce como la "Guerra Ndogboyosoi". 7 diputados fueron designados por el presidente.

## Distribución final
| Partido                                                   | Escaños |
| --------------------------------------------------------- | ------- |
| Congreso de Todo el Pueblo                                | 85      |
| Elegidos por los Jefes Supremos Tribales                  | 12      |
| Designados por el presidente (Congreso de Todo el Pueblo) | 7       |
| Total                                                     | 104     |

## Consecuencias
Los resultados en 13 circunscripciones fueron cancelados debido a "graves irregularidades" y se debieron realizar elecciones parciales el 4 de junio. 40 diputados titulares y dos ministros perdieron sus asientos, mientras que una mujer fue elegida al parlamento por primera vez.